# Silvia Bovenschen

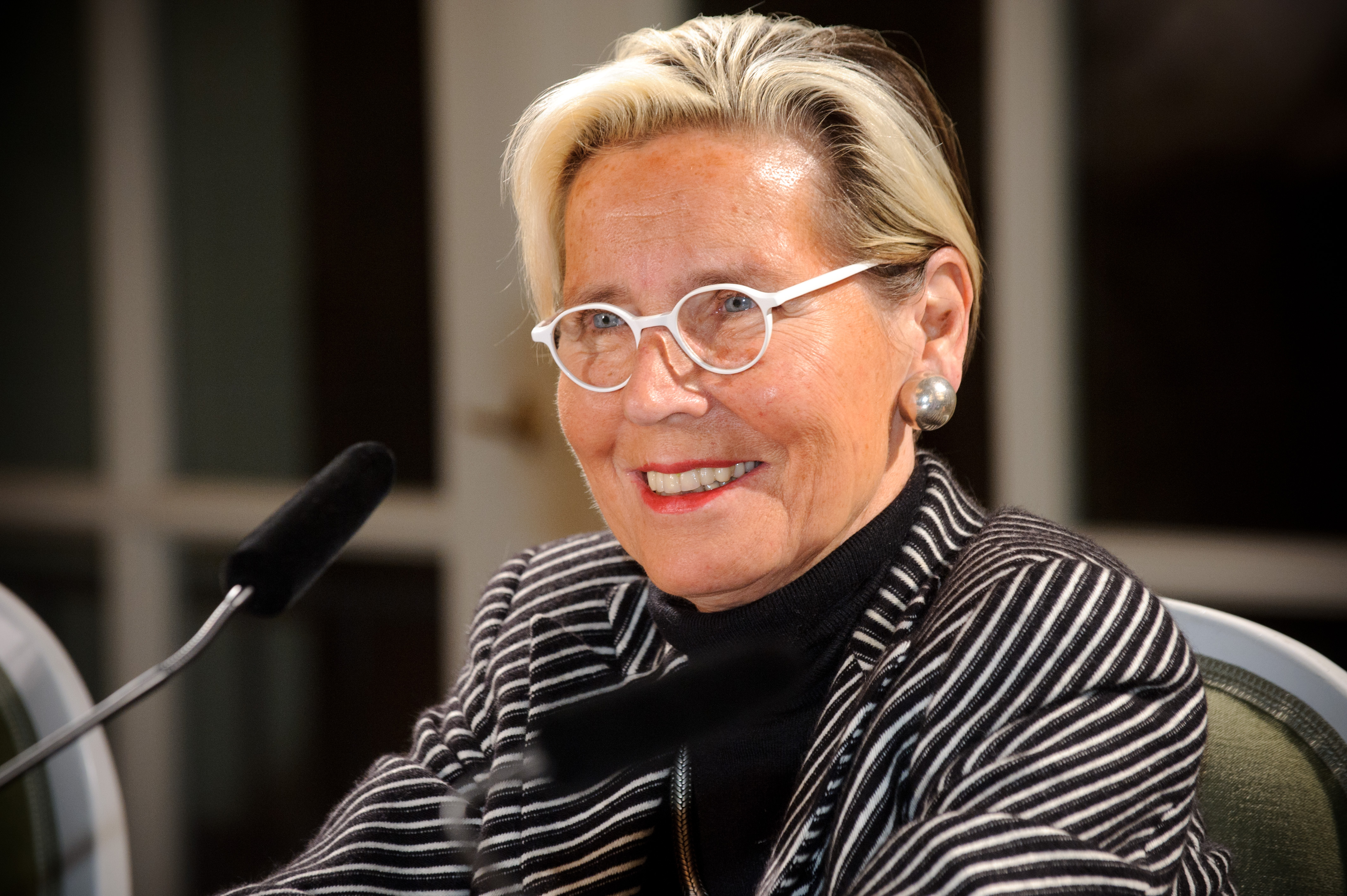
Silvia Bovenschen (2011)

Silvia Bovenschen (* 5. März 1946 in Point bei Waakirchen, Oberbayern; † 25. Oktober 2017 in Berlin) war eine deutsche Autorin und Essayistin und eine Vertreterin der Feministischen Literaturwissenschaft.

## Leben
Bovenschen wuchs als Tochter eines Direktors einer Aktiengesellschaft in Frankfurt am Main auf. Hier studierte sie Literaturwissenschaft, Soziologie und Philosophie. Im Zuge der 68er-Bewegung gründete sie den lokalen Weiberrat des SDS mit. 1979 wurde sie an der Universität Frankfurt am Main mit einer Arbeit über Die imaginierte Weiblichkeit promoviert, einer Abhandlung, die zu den feministischen Standardwerken gezählt wird.
Mit Mitte 20 erfuhr sie, dass sie Multiple Sklerose hat. 20 Jahre unterrichtete sie an der Goethe-Universität in Frankfurt am Main, musste diese Tätigkeit aber krankheitsbedingt schließlich aufgeben. Eine Verbeamtung blieb ihr aufgrund der Krankheit rechtlich verwehrt. 2003 erfolgte ihr Umzug nach Berlin und sie begann, Romane zu verfassen. 2006 kam ihr Bestseller Älter werden. Notizen heraus.
Bovenschen wurde 2011 zum Mitglied der Akademie der Künste (Berlin) gewählt. 2013 wurde sie in die Deutsche Akademie für Sprache und Dichtung aufgenommen.
Die Literaturwissenschaftlerin und Essayistin lebte in Berlin-Charlottenburg zusammen mit ihrer Lebensgefährtin Sarah Schumann (1933–2019). Silvia Bovenschen starb im Oktober 2017 infolge ihrer Erkrankung. 2018 erschien postum ihr noch zu Lebzeiten beendeter Roman Lug & Trug & Rat & Streben.
Bovenschen verstand sich als Intellektuelle und Feministin, die „Stil“ und „Schönheit“ in ihrem Leben und Werk betonte, wie sie kurz vor ihrem Tod in einem Interview sagte.

## Trivia
Die Schriftstellerin Antje Rávik Strubel hat ihren 2021 mit dem Deutschen Buchpreis ausgezeichneten Roman Blaue Frau Silvia Bovenschen gewidmet; in einem Interview nach der Preisverleihung an Strubel heißt es: „Angefangen hat es mit Silvia Bovenschen als Lektorin, die Strubel entscheidende Anregungen gab – etwa die, dass die Unsauberkeit einer Formulierung einen unklaren Gedanken im Hintergrund verrate.“

## Werke
- Die imaginierte Weiblichkeit. Exemplarische Untersuchungen zu kulturgeschichtlichen und literarischen Präsentationsformen des Weiblichen. Suhrkamp, Frankfurt am Main 1979, ISBN 3-518-10921-9.
- Schlimmer machen, schlimmer lachen. Aufsätze und Streitschriften. Verlag der Autoren, Frankfurt am Main 1998, ISBN 3-88661-199-X. Wieder als Fischer-Taschenbuch, Frankfurt am Main 2009, ISBN 978-3-596-17654-0.
- Über-Empfindlichkeit. Spielformen der Idiosynkrasie. Suhrkamp, Frankfurt am Main 2000, ISBN 3-518-41176-4.
- Älter werden. Notizen. S. Fischer, Frankfurt am Main 2006, ISBN 3-10-003512-7.
  - Niederländisch: Ouder worden. Übers. Jan Bert Kanon. Atlas, Amsterdam 2008, ISBN 978-90-450-0041-1.
- Verschwunden. S. Fischer, Frankfurt am Main 2008, ISBN 978-3-10-003513-4.
- Wer weiß was? Eine deutliche Mordgeschichte. S. Fischer, Frankfurt 2009, ISBN 978-3-10-003515-8.
- Wie geht es Georg Laub? S. Fischer, Frankfurt am Main 2011, ISBN 978-3-10-003516-5.
- Nur Mut. Roman. S. Fischer, Frankfurt am Main 2013, ISBN 978-3-10-003523-3.[10]
- Sarahs Gesetz. S. Fischer, Frankfurt am Main 2015, ISBN 978-3-10-002472-5.
- Lug & Trug & Rat & Streben. S. Fischer, Frankfurt am Main 2018 (postum), ISBN 978-3-10-397355-6.

### Herausgeberschaft
- Die Listen der Mode. Suhrkamp, Frankfurt am Main 1986, ISBN 3-518-11338-0.
- mit Winfried Frey, Stefan Fuchs, Walter Raitz und Dieter Seitz: Der fremdgewordene Text. Festschrift für Helmut Brackert zum 65. Geburtstag. Walter de Gruyter, Berlin 1997, ISBN 3-11-014940-0.
- mit Jörg Bong: Rituale des Alltags. S. Fischer, Frankfurt am Main 2002, ISBN 3-10-003511-9.
- mit Juliane Beckmann: Von der Freundschaft. Ein Lesebuch. S. Fischer, Frankfurt am Main 2009, ISBN 978-3-596-90227-9.

### Kleinere Schriften
- Vorwort zu Friedrich Markus Hübner (Hrsg.): Die Frau von morgen wie wir sie wünschen. Insel, Frankfurt am Main 1990, ISBN 3-458-32894-7. (Krit. Vorwort zur Neuausgabe der erstmals 1929 erschienenen Anthologie). In: Schlimmer machen, schlimmer lachen. Aufsätze und Streitschriften. Verlag der Autoren, Frankfurt am Main 1998, ISBN 3-88661-199-X. Wieder als Fischer-Taschenbuch, Frankfurt am Main 2009, S. 68–79.
- Die Bewegungen der Freundschaft. Versuch einer Annäherung. In: Neue Rundschau 1986, Heft 4, S. 89–111. Wieder in: Marlis Gerhardt (Hrsg.): Essays berühmter Frauen. Insel, Frankfurt am Main 1997, ISBN 3-458-33641-9, S. 215–235. In: Schlimmer machen, schlimmer lachen. Aufsätze und Streitschriften. Verlag der Autoren, Frankfurt am Main 1998, ISBN 3-88661-199-X. Wieder als Fischer-Taschenbuch, Frankfurt am Main 2009, S. 28–53.

## Auszeichnungen
- 2000: Roswitha-Preis der Stadt Bad Gandersheim
- 2000: Johann-Heinrich-Merck-Preis durch die Deutsche Akademie für Sprache und Dichtung
- 2007: Ernst-Robert-Curtius-Preis für Essayistik für ihr schriftstellerisches Gesamtwerk
- 2011: Mitglied der Akademie der Künste (Berlin)
- 2012: Schillerpreis der Stadt Mannheim
- 2013: Mitglied der Deutschen Akademie für Sprache und Dichtung
- 2014: Ehrenpreis des Bayerischen Buchpreises[11]